# Aachenosaurus
Aachenosaurus multidens
Genre
Espèce
Genre
Espèce
Synonymes
- †Aachenoxylon Dollo, 1889
- †Aachenoxylon multidens Dollo, 1889
- †Nicolia Hovelacque (d), 1889
- †Nicolia moresneti Hovelacque, 1889

Aachenosaurus multidens est l'unique espèce du genre Aachenosaurus, un genre de dinosaures appartenant à la famille des hadrosauridés inventés par l'abbé et paléontologue belge Gerard Smets (d) (1857-?), les spécimens trouvés étant en réalité du bois pétrifié.
Ces spécimens sont également connus et décrits à l'époque comme étant le reptile fossile des Sables d'Aix-la-Chapelle ou encore le reptile de Moresnet,. En anglais, le dinosaure est connu sous le nom de Wooden Dinosaur, pouvant être traduit en français par « dinosaure en bois »,. Ces animaux, lors de la découverte desdits fossiles, ont vécu au Crétacé supérieur dans les actuelles Belgique et Allemagne. Des fossiles ont été découvert en 1887. Ils sont répartis en un nouveau genre comprenant une seule espèce nommée A. multidens. Ce dinosaure a été décrit pour la première fois en 1888 par le scientifique et abbé Gérard Smets à partir du bois pétrifié interprété comme étant la mâchoire du dinosaure découvert dans le Territoire neutre de Moresnet, dans l'actuelle Belgique.
Après analyse par le paléontologue Louis Dollo (1857-1931), il se révéla plutôt être du bois pétrifié datant de la fin du Crétacé. Le botaniste et docteur Maurice Hovelacque (d) (1858-1898) renomme l'épine dermique et la mâchoire en noms de plantes différents, affirmant que les deux spécimens sont clairement deux plantes fossilisées différentes. L'épine dorsale reçoit le nom d'Aachenoxylon ou encore Aachenoxylon multidens, et la mâchoire le nom de Nicolia moresneti, en 1889,,. Ces noms ont été rejetés par la communauté scientifique afin de laisser le nom Aachenosaurus multidens aux deux plantes.

## Étymologie
Aachenosaurus signifie « lézard d'Aix-la-Chapelle », Aachen étant le nom allemand de la ville d'Aix-la-Chapelle, en référence aux dépôts de Moresnet, un territoire neutre à l'époque de la découverte entre la Belgique et l'Allemagne où il a été découvert. Le nom de l'espèce Aachenosaurus multidens signifie littéralement le « lézard d'Aix-la-Chapelle aux dents multiples ».
En ce qui concerne le nom donné à l'épine dermique et à la mâchoire après que Dollo ait affirmé qu'il s'agissait en réalité de plantes fossilisées, l'épine dermique reçoit le nom Aachenoxylon et la mâchoire reçoit celui de Nicolia moresneti. Le nom Aachenoxylon provient d'Aachen, nom allemand d'Aix-la-Chapelle, et de xylon, cellulose de bois ; le nom peut signifier le « bois d'Aix-la-Chapelle ». Pour le nom Nicolia moresneti, il s'agit simplement du nom de famille Nicolia et du lieu où le végétal fossilisé a été découvert, Moresnet.

## Description
Lors de la découverte, le reptile est décrit comme étant un probable dinosaure de la famille des hadrosauridés et était donc à l'époque le premier de cette famille découvert sur le continent européen. Il est décrit comme étant aachénien.
Sa morphologie générale n'est pas connue puisque Smets ne possédait qu'une mandibule et une épine dermique. Cependant, en comparaison avec le Diclonius mirabilis, Smets a estimé la taille de l'Aachenosaurus entre quatre et cinq mètres de longueur,. Il était décrit comme étant bipède, intelligent et pourvu d'épines dermiques sur tout son corps.

### Mandibule
Les fossiles du spécimen retrouvés sont des parties de la mandibule. Plus précisément, une portion de la partie droite de la mâchoire. Une autre partie avait été décrite sans aucune certitude comme une probable partie du coronoïde, avec toutefois une certitude concernant l'absence d'apophyse coronoïde.
D'après des observations faites à l'époque à la loupe et au microscope,, il est défini que la partie jaunâtre est juste une matière dépositaire, comme du sable, et la partie blanche correspondant à l'os et aux dents de la mandibule.
Smets affirme la description de ce fossile en mandibule en jugeant l'impression laissée par le muscle temporal, la position de foramina et la comparaison avec d'autres mandibules de vertébrés.

Les dimensions de la mandibule sont données ainsi : une longueur de onze centimètres, une largeur en avant de quarante-six millimètres et en arrière de quarante millimètres ainsi qu'une épaisseur maximum de quarante millimètres. De forme arrondie, la mandibule est assez spéciale pour une mandibule mais l'on connait une autre mandibule du même genre, celle d’Hypsilophodon foxii, d'un aspect lacertilien; bien que l'on y trouve des différences remarquables comme le mode d'insertion des dents, notamment une différence avec un dinosaure de la même famille, l'Iguanodon. Une autre mandibule fut comparée à celle d’Aachenosaurus, plus particulièrement un grand foramen, celle de Dictonius mirabilis.

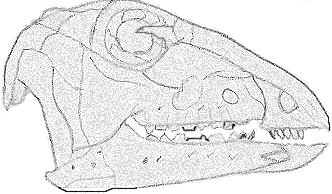
Crâne d’Hypsilophodon foxii, ressemblances à celui d’Aachenosaurus.
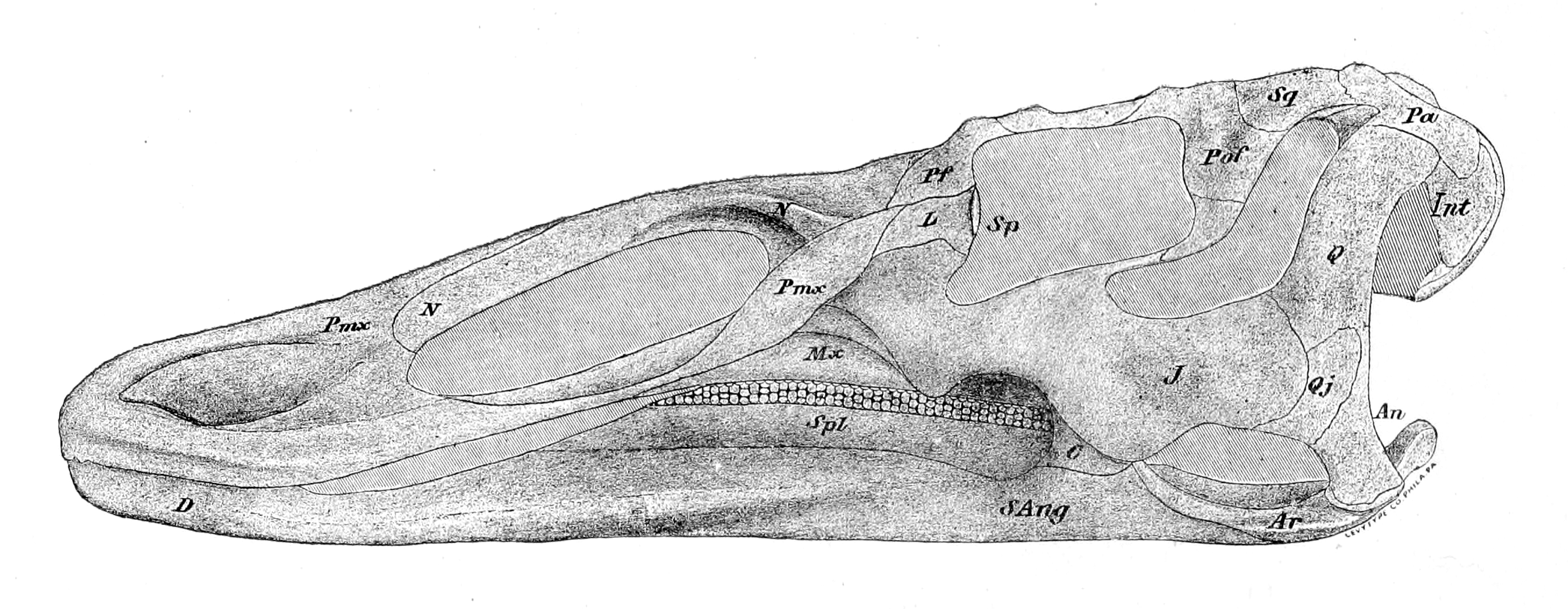
Crâne de Dictonius mirabilis, ressemblances à celui d’Aachenosaurus.

La description générale de la mandibule a fourni différentes informations comme une alvéole remplie de matières étrangères, une dent complète et une racine de dent brisée mais aussi une dent de remplacement cachée dans l'os mandibulaire. Les dents sont décrites comme étant inclinées sur l'axe longitudinal, proclives et recourbées vers la verticale. Après analyse, Smets et son équipe émettent trois hypothèses sur la mandibule : l'os est brisé et devait se prolonger au-delà de la première alvéole ; il n'y a aucune trace de symphyse ; les alvéoles dentaires sont en arc de cercle sur une seule branche de la mandibule, ce qui diffère de la majorité des autres espèces animales.
La description de la dent est donnée avec une longueur de vingt-quatre millimètres et dépassant à peine le niveau de l'os. Sa couronne est usée. Le nombre de dents dépassait sans doute les quarante ou plus de cinquante dont dix ont été extraites de la mandibule.
Smets donne une signification à la petite taille des dents. Il explique que certaines dents jouaient leur rôle physiologique tandis que d'autres ne remplissaient plus ce rôle et étaient en train d'évoluer en fonction de ce que le dinosaure mangeait.
Pour conclure sur la mandibule, Smets émet six points sur le dentaire et trois points sur les dents. Pour le dentaire, dont la certitude est donnée qu'il s'agit d'un dentaire de reptile : « arrondi, presque cylindrique, sans bord mais avec une face supérieure convexe » ; « prenant seul part à la formation de la symphyse mandibulaire, à moins qu'il n'existât un os présymphysien » ; « ne contribuant pas à la formation de l'apophyse coronoïde, si celle-ci existait, ce qui est fort peu probable » ; « en relation avec les autres éléments de la mandibule par une échancrure postérieure médiane et verticale » ; « s'élargissant et s'aplatissant en avant » ; « conservant le foramen de Meckel largement ouvert ». En ce qui concerne les dents : « de deux formes différentes » ; « les premières insérées dans des alvéoles distinctes, non soudées à leurs parois, sans cavité de la pulpe, à racine conique, à surface d'usure oblique et quadrilatérale, disposées en séries transversales, enfin remplacées par des dents de remplacement » ; « les autres, rudimentaires, cylindriques d'une grande ténuité, éparses en nombre considérable sur la face supérieure du dentaire ».

### Épine dermique
Ce qui semblait être une épine dermique avait été retrouvée dans les sables non loin de la mandibule mais sans aucune certitude si elle appartenait au même animal, l'Aachenosaurus, parce que les autres épines dermiques trouvées à l'époque chez les dinosaures ont toutes été trouvées chez des stégosauriens et non des hadrosauriens,.
Large de septante-six millimètres, épaisse à son maximum de vingt millimètres et large à son maximum de vingt-cinq millimètres, l'épine est dissymétrique, droite, allongée et triangulaire. La surface de cette épine ressemble à la corne osseuse de certains bovidés.
L'étude chimique de cette épine a permis de trouver du carbonate de calcium, du phosphate de calcium, de la silice et du phosphate de chaux.
Après la comparaison de différents os de différents animaux, des suppositions ont été faites, émettant soit une phalange onguéale soit une épine dermique. Les éléments donnés concernant l'hypothèse de la phalange onguéale : la double surface de la base, la cavité de cette dernière, l'enveloppe du fossile et les deux rainures servant à fixer cette enveloppe. L'hypothèse concernant l'épine dermique donne comme éléments : un fossile trop irrégulier pour une phalange, trop longue et trop étroite et l'absence de rainure longitudinale.

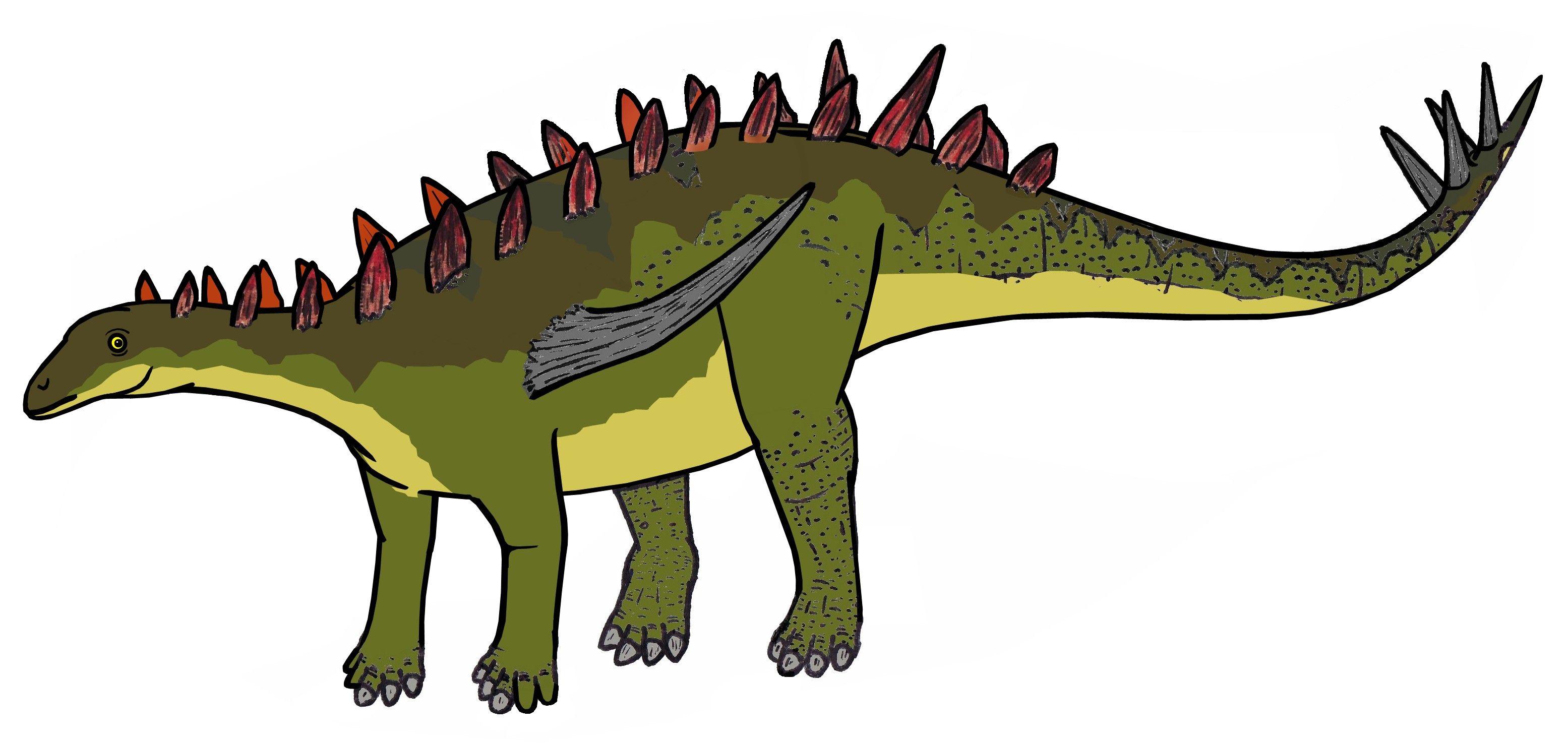
Reconstitution d'un Gigantspinosaurus, un stégosaure type avec des épines dermiques que Smets attribue également à lAachenosaurus.

L'hypothèse de l'épine dermique prend finalement le dessus sur celle de la phalange après la comparaison avec les épines dermiques des stégosauriens. De plus, le paléontologue américain du Yale College, Othniel Charles Marsh, confirme l'hypothèse de l'épine dermique, en affirmant même une possible présence de cette épine sur le dos et la queue de certains dinosaures. En reprenant une étude antérieure menée par le paléontologue britannique Gideon Mantell, ce dernier affirme non pas la présence d'une épine dermique pour lAachenosaurus mais sur lHylaeosaurus, confirmant également la présence d'épines dermiques sur des dinosaures.

## Systématique

### Classification

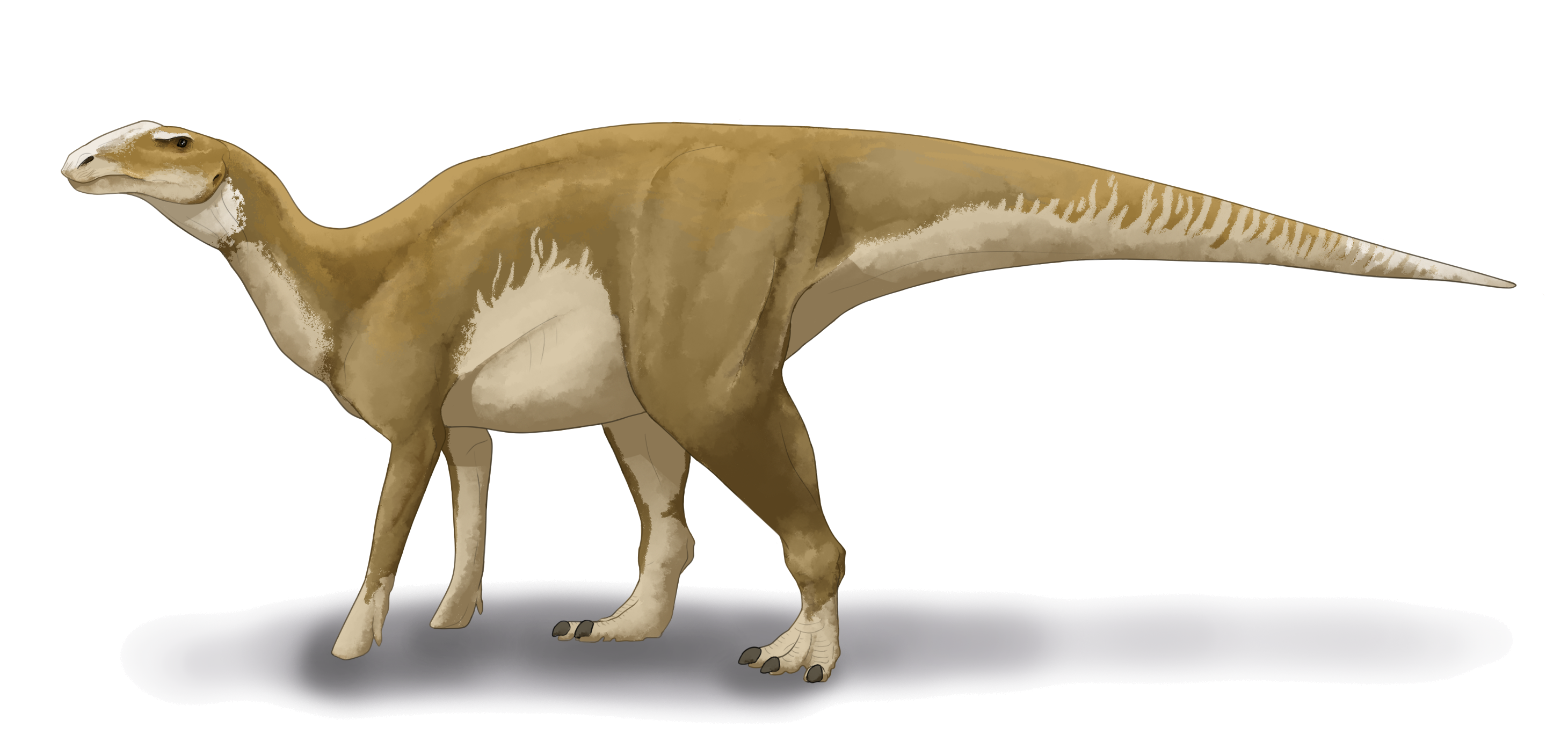
Reconstitution d'un Hadrosaurus foulkii, dinosaure pour lequel Smets donne une ressemblance à lAachenosaurus.

Smets a classé l'Aachensosaurus par élimination avec d'autres genres de dinosaures. Par exemple, il écarte les sauropodes, les stégosauriens et les théropodes parce que ces derniers possèdent une seule série de dents fonctionnelles sans hétérodontie et aucune dents ni dentaire analogues contrairement à l'Aachenosaurus. Il commence donc à chercher une classification parmi les iguanodontités, les hypsilophodontités et les hadrosaures. Mais les deux premières familles ne comprennent qu'une seule rangée de dents, ce qui laisse une seule famille où l'Aachenosaurus peut se classer, les hadrosaures,.
À l'époque durant laquelle Smets classe le reptile de Moresnet, trois dinosaures représentent avec certitude la famille des hadrosaures : les Hadrosaurus, les Diclonius et les Cionodon. Quatre autres genres représentent également la famille mais avec des doutes : les Monoclinus, les Dysganus, les Agathaumas et les Hysibema.
Parmi la période du Crétacé en Belgique, les paléontologues avaient trouvé avant l'Aachenosaurus des Megalosaurus bredai, des Iguanodon, des Craspedodon ionzeensis et des Orthomerus dolloï.

## Découverte

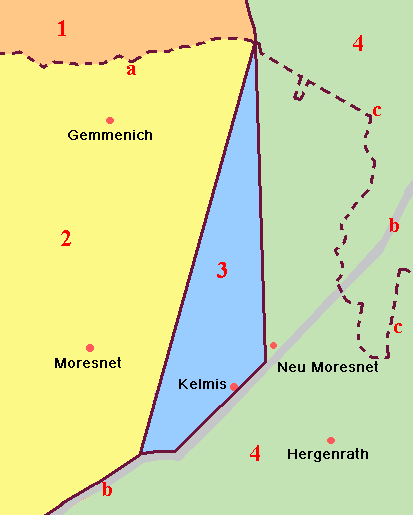
Territoire de Moresnet Libre, localité où le dit « fossile », en réalité du bois fossilisé, a été découvert.

En 1887, l'abbé Smets découvre, avec son équipe de scientifiques, des fossiles dans une sablière du Territoire neutre de Moresnet, territoire contesté à l'époque de la découverte par la Belgique, les Pays-Bas et l'Allemagne, situé à six kilomètres de la ville allemande d'Aix-la-Chapelle et situé dans l'actuelle Belgique.
Le fossile est découvert dans un étage géologique nommé les sables d'Aix-la-Chapelle, c'est grâce à cet étage géologique que les géologues arriveront à donner un âge à ce fossile. Cependant, c'est également par la découverte des fossiles dans cet étage géologique que certains vont commencer à penser qu'il ne s'agit pas de fossiles d'un vertébré. Par exemple, le chanoine Ubaghs de Maastricht qui explique qu'aucun fossile de vertébré n'a jamais été découvert dans les sables d'Aix-la-Chapelle et questionne sur le fait de savoir si les ossements n'ont pas bougé d'étage géologique dans le temps. Ce chanoine possède en effet une collection personnelle importante sur le sable d'Aix-la-Chapelle et certifie ainsi qu'il est impossible qu'un fossile de vertébré ait pu être découvert ici. Il appuie le fait que des professeurs de paléontologie à l'école polytechnique d'Aix-la-Chapelle ont trouvé dans ces sables que des fossiles de non vertébrés.

### Géologie du site

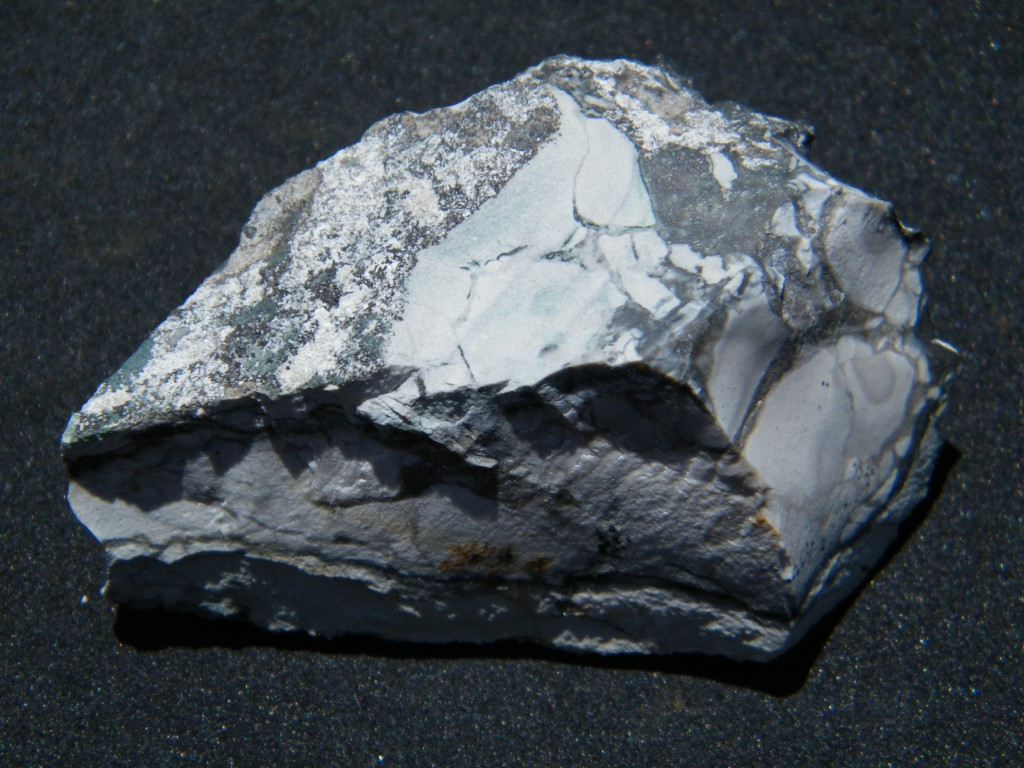
Glauconite, composant de la glauconie à la base des discussions autour de la localité des ossements.

Le chanoine Ubaghs de Maastricht explique à l'abbé Smets les problèmes du site de la sablière du Territoire neutre de Moresnet. D'après le chanoine, le site où le dinosaure a été découvert appartient au massif crétacé de Maastricht mais se situe en dessous des sols appartenant à la période dite du Maastrichtien où il est possible de trouver de la craie marneuse qui peut devenir glauconieuse à l'approche du sable d'Aix-la-Chapelle. En dessous de cette craie, on croise la craie à gyrolites appartenant au système Hervien. Dans les environs de ce système, le sol est pulvérulent et glauconieux et se voit même décomposé au niveau du contact avec les sables d'Aix-la-Chapelle. Dans cette couche entre les sables et la craie à gyrolites, des fossiles de vertébrés ont été découvert. Il explique ici que les possibles fossiles découverts à Moresnet pourraient appartenir à l'étage géologique de la craie à gyrolites étant donné qu'il existe des cavités où du sable glauconifère aurait pu pénétrer dans les sables d'Aix-la-Chapelle et troubler l'emplacement des ossements puisque le sable d'Aix-la-Chapelle ne contient pas de glauconie et que ce dernier élément a été découvert sur les fossiles.

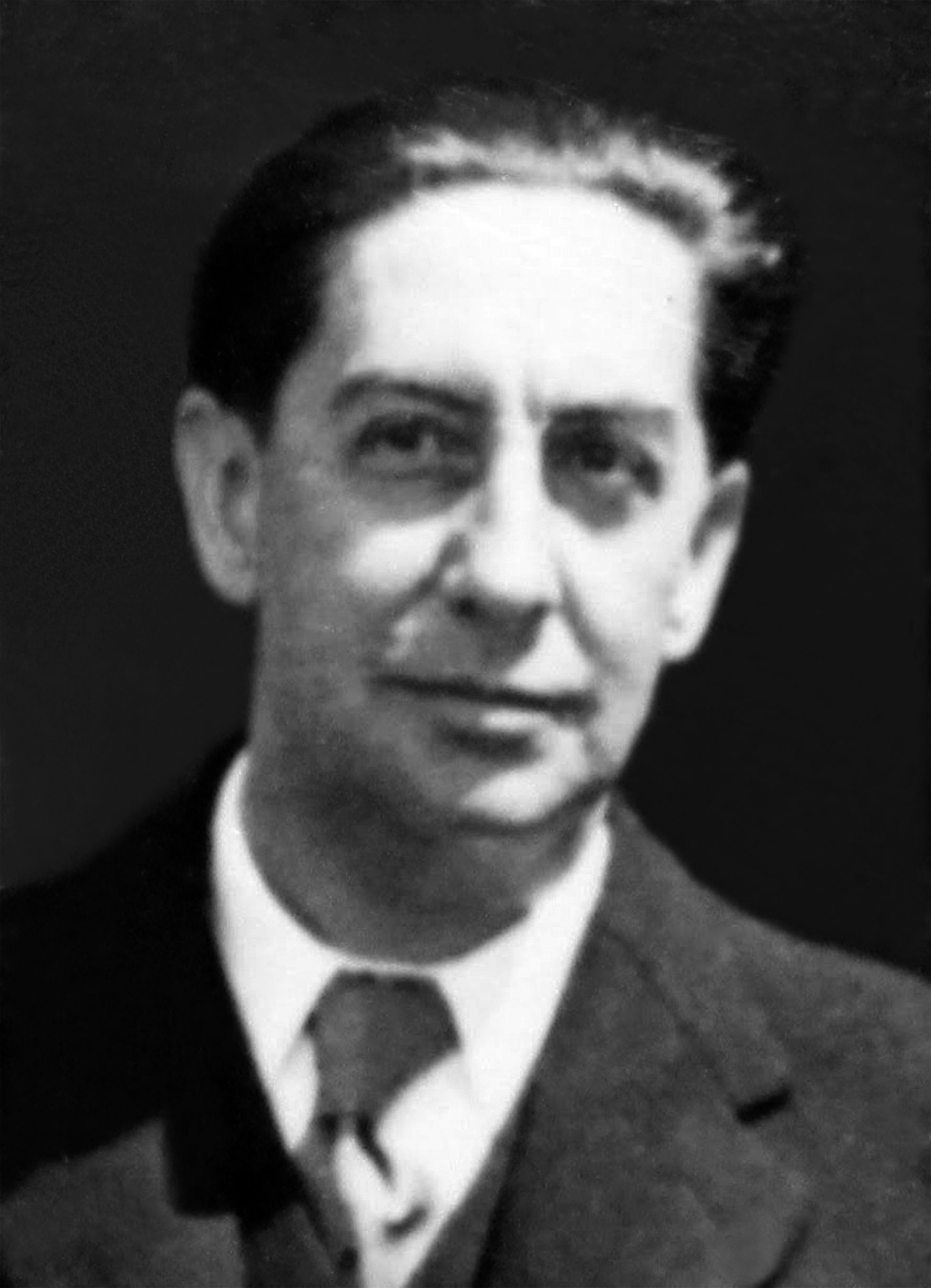
Le géologue français Jacques de Lapparent, à l'origine de la fin de la discussion autour de la présence de glauconie dans le sol de Moresnet.

Cependant, pour démentir ces propos, Smets est retourné avec son équipe sur le site et ils ont démenti les propos donnés par le chanoine. De plus, il affirme que la couche des sables d'Aix-la-Chapelle est homogène et qu'il n'y a aucun mélange d'étages géologiques puisque le seul fossile découvert avec celui d’Aachenosaurus était un fossile de plante nommé Thalassocharis mulleri. Il explique même qu'une trace d'un fossile végétal similaire a été découvert près du fossile du reptile. Il confirme toutefois la présence de glauconies dans les sables d'Aix-la-Chapelle mais affirme que cette présence est tout à fait naturelle puisque le géologue Jacques de Lapparent explique que les sables d'Aix-la-Chapelle sont « jaunâtres et glauconifères ».
Pour confirmer la présence de traces de vertébrés dans les sables, il affirme certes la grande difficulté de trouver de telles traces dans les sables mais affirme également la possibilité d'en trouver, notamment à la base des sables avec une protection grâce à du grès silico-argileux et du fer hydraté. On y a retrouvé par exemple une écaille de Chelone hoffmanni et des empreintes de pattes d'oiseaux dans du grès blanchâtre.

## Paléobiologie

### Alimentation
Dans la première notice de Smets en 1887, il est écrit que l'animal se nourrissait d'autres animaux, donc il était possiblement carnivore. Il est même indiqué que les animaux mangés étaient vivants, glissants et se débattaient dans la gueule du dinosaure, décrivant le rôle des premières dents d’Aachenosaurus pour dépecer les proies. Il est donné comme comparaison la fonction des dents palatines et ptérygoïdiennes observées chez plusieurs reptiles ichthyophages.

Smets reviendra finalement sur ses propos en 1888 en affirmant que le dinosaure est herbivore comme les autres hadrosaures en Amérique. Il se nourrissait de végétaux comme des Nymphaeas, des Nuphars, des Potamogétons, des Anacharis et des Myriophyllum.
- Végétaux mangés par l'Aachenosaurus

Végétaux mangés par lAachenosaurus
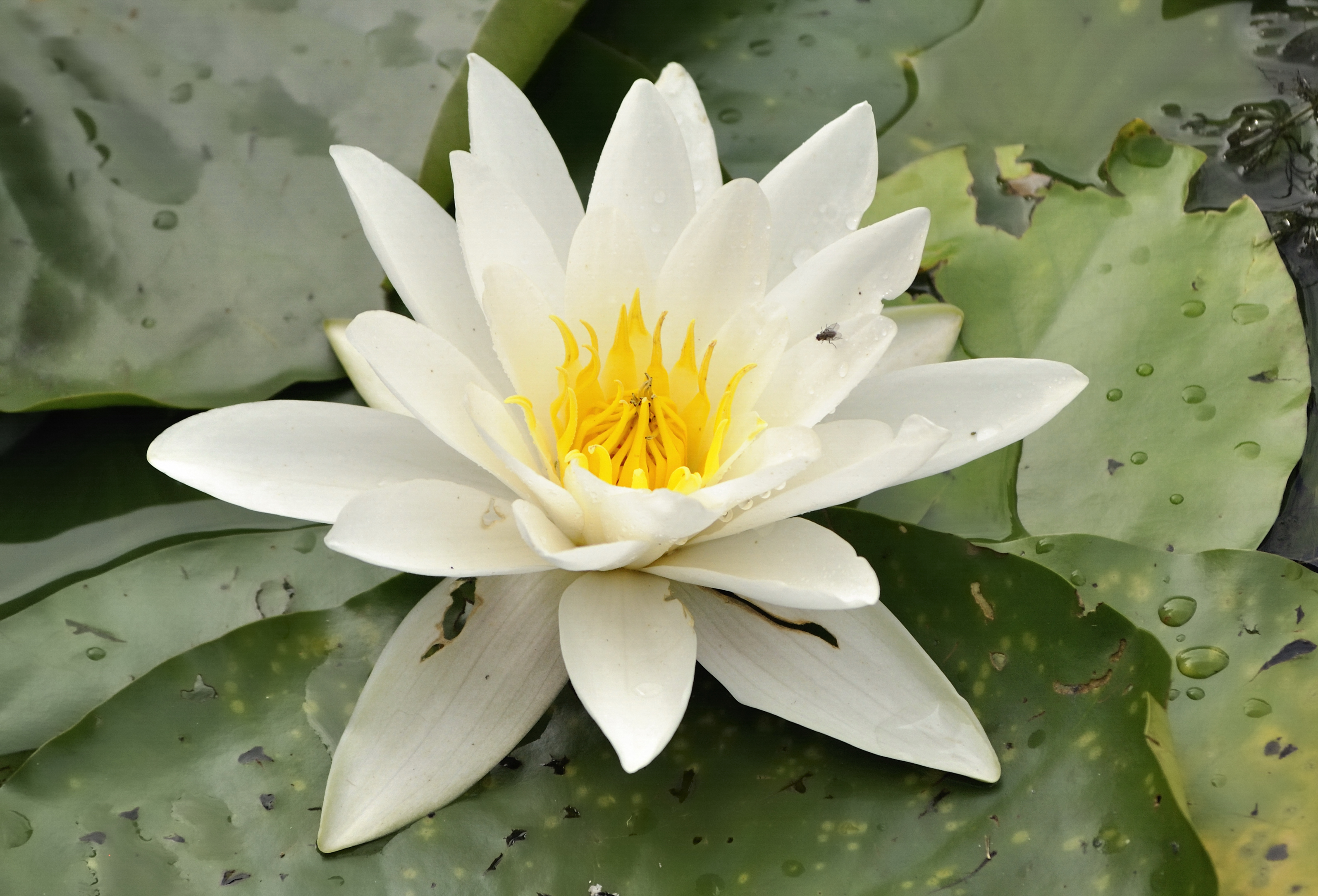
Nymphaeas
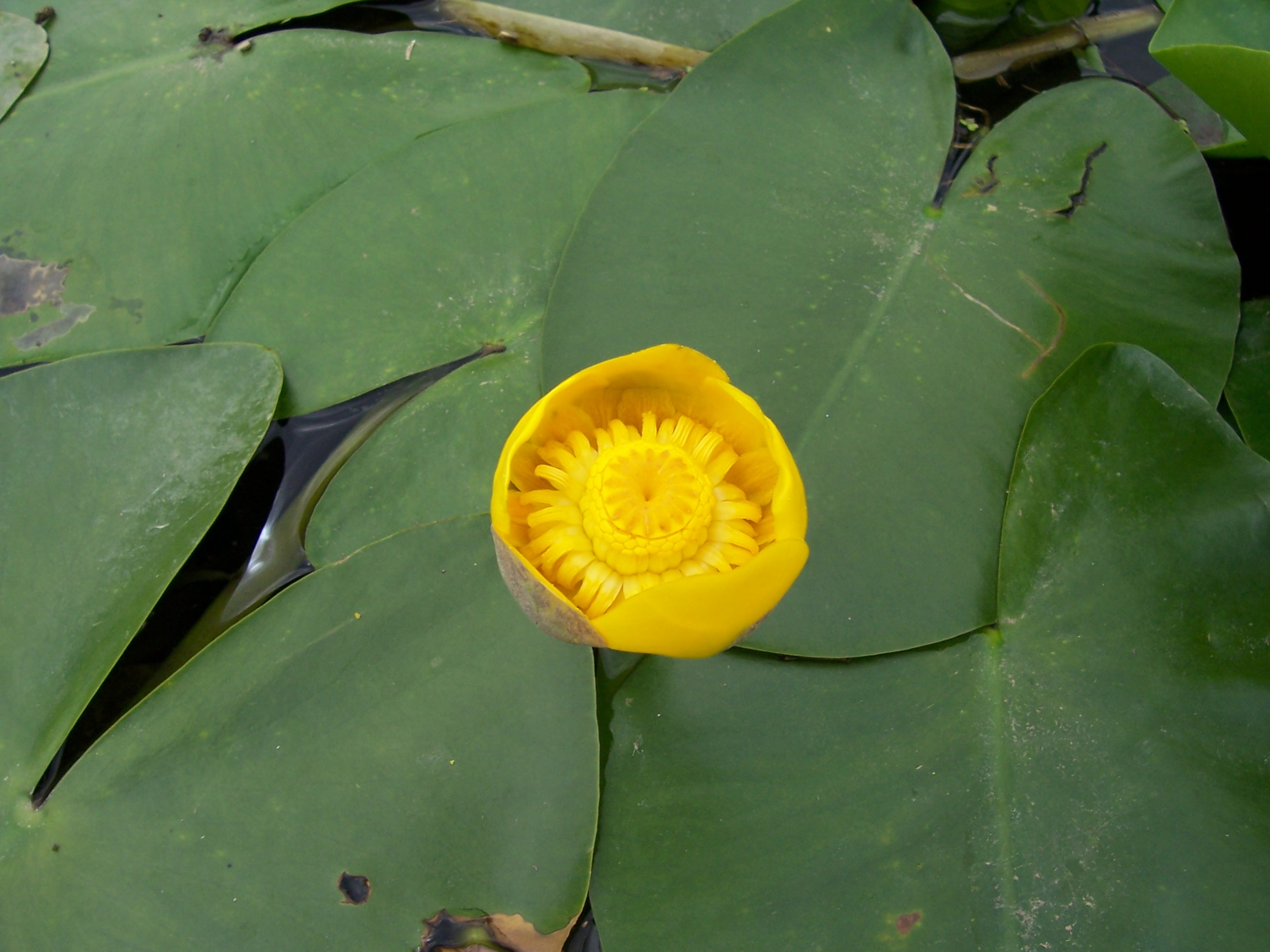
Nuphars
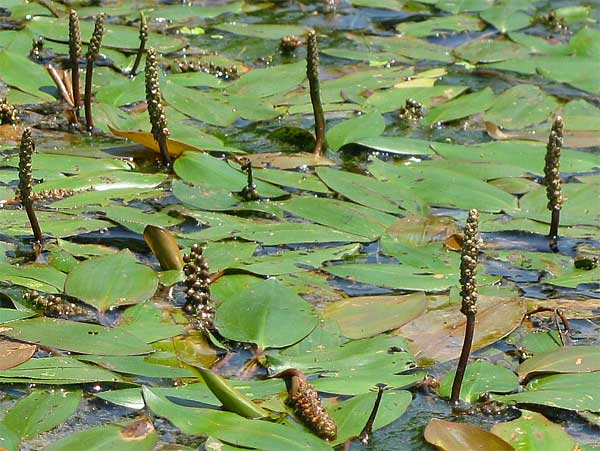
Potamogetons
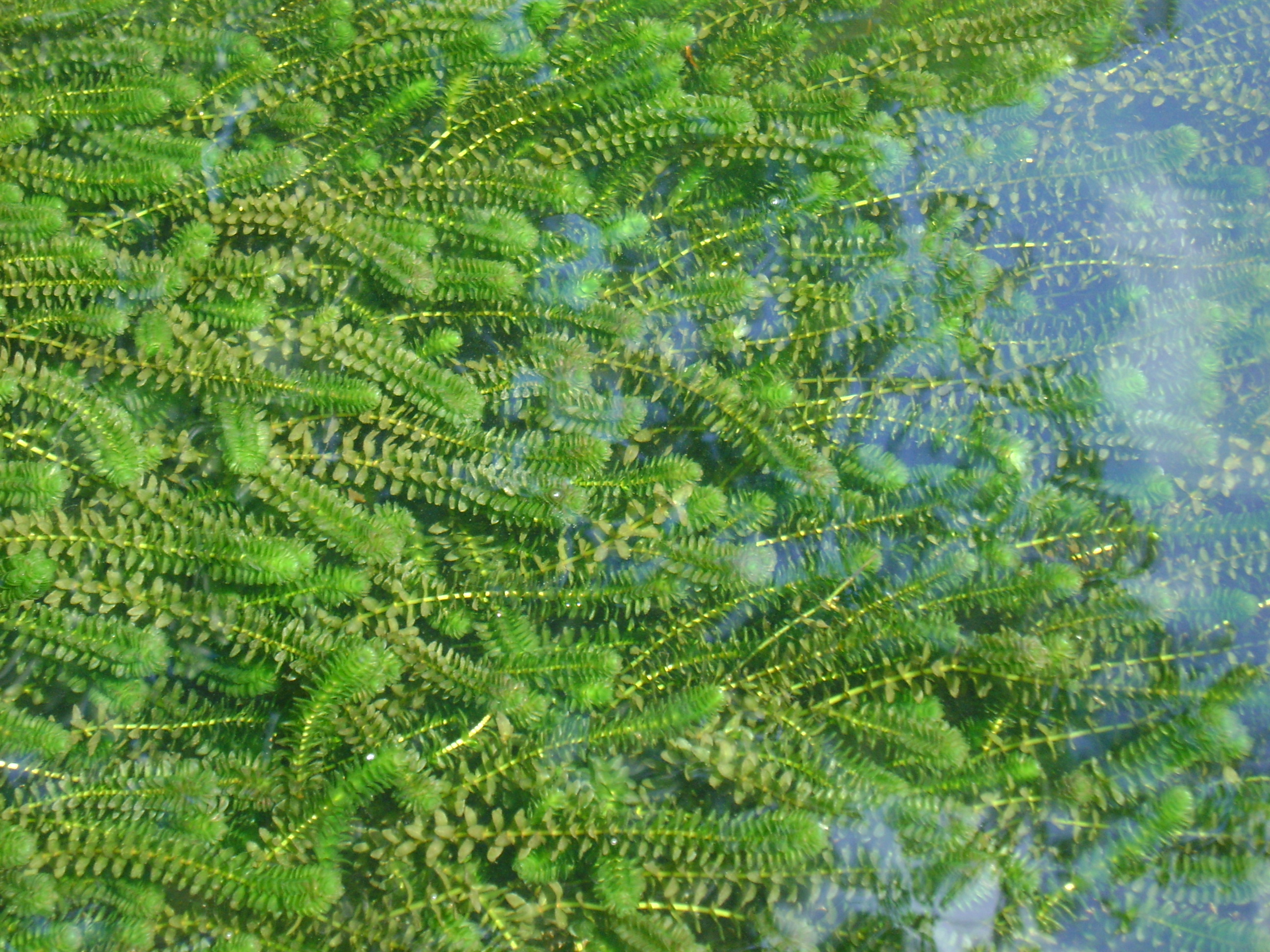
Anacharis
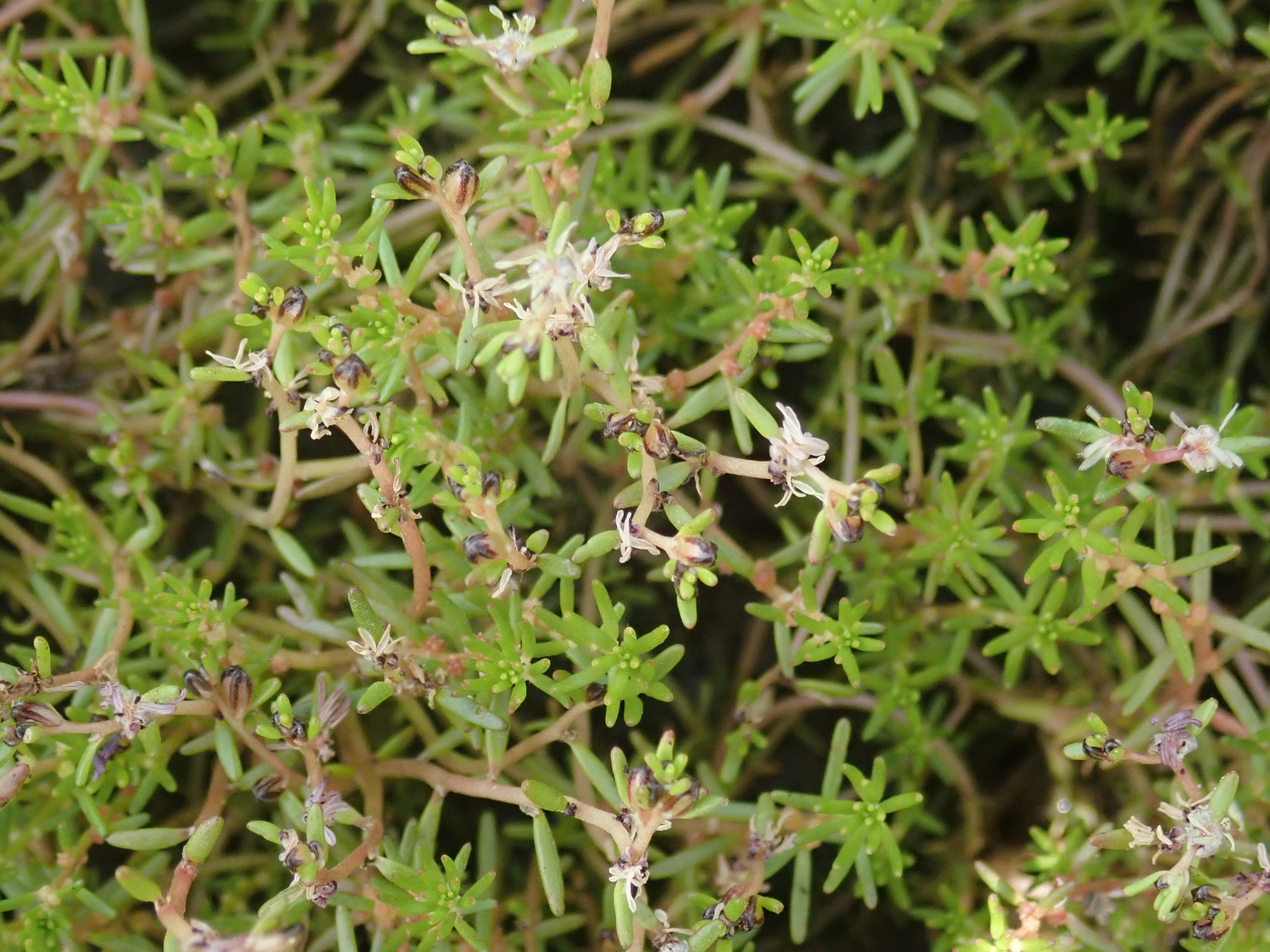
Myriophyllum

## Bois fossilisé
Dollo constate après analyse que les fossiles décrits par Smets comme étant une mâchoire et une épine dermique n'étaient en réalité que de simples plantes fossilisées. Après avoir défendu son dinosaure, Smets se retire de la paléontologie après que d'autres scientifiques eurent affirmé les dires de Dollo.
En ce qui concerne Hovelacque, il prétend que l'épine dermique est en réalité un fragment de bois sans liber qu'il nomme Aachenoxylon et prétend que la mâchoire est en réalité un rameau pourvu de bois et avec liber qu'il nomme Nicolia moresneti.

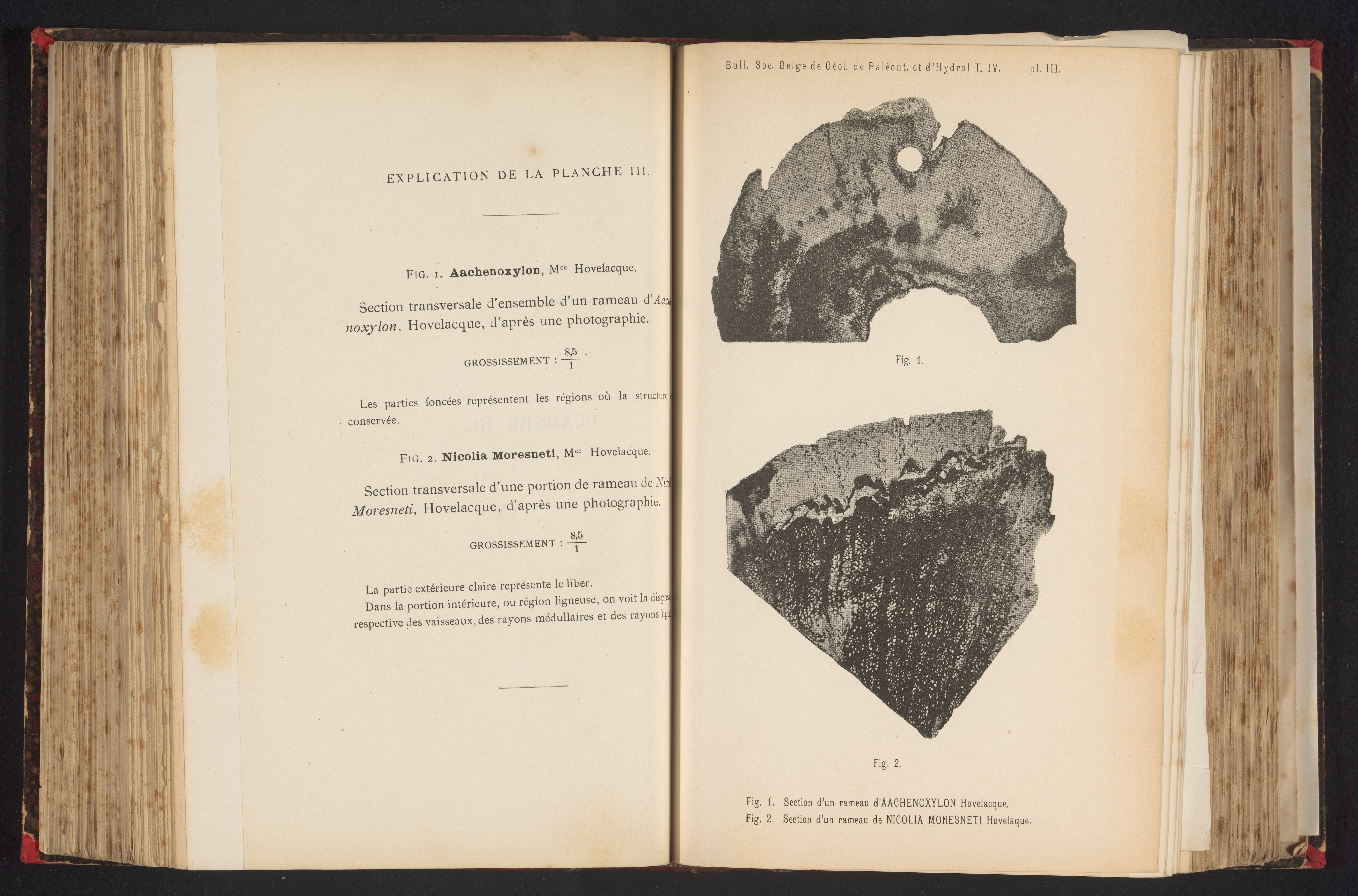
Page présentant les coupes transversales d'os fossilisés d'un Aachenosaurus, où l'on voit les deux noms différents donnés par le Dr. Hovelacque.

### Exemple paléontologique
Le « dinosaure en bois » devient rapidement un exemple de ce qu'il faut faire et ne pas faire en paléontologie, science nouvelle à l'époque dont les rouages ne sont pas encore parfaitement déployés.
Les paléontologues de l'époque vont protester contre une précipitation avec laquelle de nouvelles espèces et de nouveaux genres sont mis à jour à partir de matériaux fragmentaires minimes, comme c'est le cas concernant les fossiles de l'Aachenosaurus.